# Xã Stewart, Quận Tripp, Nam Dakota
Xã Stewart (tiếng Anh: Stewart Township) là một xã thuộc quận Tripp, tiểu bang Nam Dakota, Hoa Kỳ. Năm 2010, dân số của xã này là 104 người.